# Phêrô Lý Hội Nguyên
Phêrô Lý Hội Nguyên (sinh 1965, tiếng Trung:李會元, tiếng Anh:Peter Li Hui-Yuan) là một giám mục người Trung Quốc của Giáo hội Công giáo Rôma. Giám mục họ Lý đã được tấn phong cách bí mật, nhưng chưa được Giáo hội Nhà nước Trung Quốc công nhận. Ngày 17 tháng 11 năm 2017, Giám mục chính tòa Lý Kính Phong qua đời, ông chính thức kế vị Giám mục chính tòa Phượng Tường.

## Tiểu sử
Giám mục Tân cử Phêrô Lý Hội Nguyên sinh ngày 11 tháng 10 năm 1965. Sau quá trình tu học dài hạn theo quy định của Giáo hội Công giáo, Phó tế Lý, 28 tuổi, tiến đến việc được truyền chức linh mục vào ngày 19 tháng 3 năm 1991. Với độ tuổi của Giám mục Lý Kính Phong và Giám mục Phó đã cao, linh mục Lý Hội Nguyên được chọn làm Giám mục Phó thay thế, và được bổ nhiệm cách bí mật vào năm 2010. Giám mục Lý được tấn phong cách bí mật vào tháng 5 năm 2014.
Về phía chính quyền, Giám mục Lý được đề cử bởi Giám mục Phụng Tường Luca Lý Kính Phong năm 2011 trong một cuộc bầu cử phù hợp giáo luật và điều kiện chính quyền Trung Quốc đề ra.